# Бєлоусов Віктор Іванович
Віктор Іванович Бєлоусов (Білоусов) (нар. 1921 — ?) — український радянський діяч, секретар Закарпатського обласного комітету КПУ. Кандидат історичних наук, доцент.

## Життєпис
Освіта вища. Член ВКП(б).
На 1957—1960 роки — завідувач відділу пропаганди і агітації Закарпатського обласного комітету КПУ.
27 листопада 1963 — 31 жовтня 1969 року — секретар Закарпатського обласного комітету КПУ з питань ідеології.
На 1971 рік — завідувач сектора партійного будівництва Інституту історії партії ЦК КПУ — філіалу Інституту марксизму-ленінізму при ЦК КПРС.
Подальша доля невідома.

## Нагороди
- орден «Знак Пошани» (26.02.1958)
- ордени
- медалі